# Loi sur le changement climatique
Lire en ligne

(ca) Llei 16/2017, de l'1 d'agost, del canvi climàtic.

La loi sur le changement climatique (en catalan Llei del canvi climàtic) est une loi adoptée par le Parlement de Catalogne, promulguée le 1er août 2017. Elle vise à lutter contre le changement climatique en Catalogne, en réduisant les émissions de gaz à effet de serre, et à soutenir son adaptation au changement climatique.
La loi est adoptée par le Parlement le 27 juillet 2017 à une large majorité de 122 voix « pour » de presque tous les groupes politiques, et 11 abstentions du PPC. Elle organise la politique climatique en Catalogne en fixant des objectifs chiffrés de réduction des émissions de gaz à effet de serre, et en créant des mécanismes de planification de la transition énergétique. Elle renforce également la fiscalité environnementale, en consolidant l'impôt sur les émissions des véhicules polluants, et en créant deux nouveaux impôts, sur les émissions des activités économiques polluantes et sur celles des grands navires.

## Contexte

### Le changement climatique en Catalogne
Le changement climatique mondial a des conséquences négatives pour la Catalogne. Ses effets sont documentés dans le Troisième rapport sur le changement climatique en Catalogne, rédigé par des scientifiques et experts et publié en janvier 2017. La température moyenne a augmenté en Catalogne de 1,55 degré depuis 1950. La fréquence des vagues de chaleur et des périodes de sécheresse augmente : les nuits tropicales (température supérieure à 20 degrés) et les nuits torrides (température supérieure à 25 degrés) sont de plus en plus courantes pendant l'été. Le niveau de la mer s'est élevé de 3,6 centimètres par décennie depuis 1974, et les plages régressent de 60 à 90 centimètres par an sur la période la plus récente. Les derniers glaciers et neiges éternelles des Pyrénées catalanes ont disparu. Le changement climatique produit aussi ses effets sur les espèces vivantes : les dates de floraison et de fructification des plantes sont modifiées, les espèces marines changent, et les espèces des forêts sont repoussées vers les zones de montagne. 
Le rapport prévoit une aggravation du changement climatique : il estime qu'en Catalogne, la température aura augmenté de 1,4 degré en 2050, et que les précipitations vont diminuer de 13 % d'ici à 2100. L'amplitude des bouleversements dépendra cependant des mesures prises par les pays et la communauté internationale pour réduire les effets du changement climatique.

### Projets antérieurs
En juin 2012, le conseiller au territoire et à la durabilité Lluís Recoder (ca) a annoncé une loi sur le changement climatique, dont l'objectif est de favoriser la transition vers une économie verte pour réduire les émissions de gaz à effet de serre. L'annonce est restée sans suite, en raison de la dissolution du Parlement et de l'organisation d'élections législatives anticipées le 25 novembre 2012.
Le deuxième gouvernement d'Artur Mas avait également prévu l'adoption d'une loi sur le changement climatique. En juin 2014, le gouvernement a organisé un processus participatif pour recueillir les propositions des acteurs locaux et du public, via un formulaire en ligne et six sessions de participation sur le territoire. Le gouvernement a publié une première version de l'avant-projet de loi en mai 2015. Celui-ci prévoyait notamment la fixation d'objectifs chiffrés de réduction des émissions de gaz à effet de serre, la création d'un nouvel impôt sur les émissions de dioxyde de carbone des véhicules, l'utilisation des énergies renouvelables dans les installations publiques, la création d'un Fonds climatique, ainsi que des orientations spécifiques à différents secteurs d'activité. Le gouvernement a achevé la préparation de l'avant-projet de loi en octobre 2015, mais il n'a pas été déposé au Parlement du fait de la nouvelle clôture anticipée de la législature et de l'organisation des élections législatives anticipées du 27 septembre 2015. Au total, la politique environnementale a connu peu d'avancées au cours de la législature, à l'exception des mesures en matière de fiscalité environnementale.

## Adoption

### Projet de loi
Le 26 janvier 2016, le gouvernement de Carles Puigdemont adopte le projet de loi sur le changement climatique, qui vise lutter contre le changement climatique en réduisant les émissions de gaz à effet de serre. Il s'agit du premier projet du nouveau gouvernement, nommé deux semaines plus tôt, car le texte avait été suffisamment préparé par le gouvernement précédent. Il assigne à la Catalogne deux objectifs principaux : la réduction des émissions de gaz à effet de serre, et l'adaptation de l'économie et de la société au changement climatique. Selon le nouveau conseiller au territoire et à la durabilité, Josep Rull, la loi est conçue « comme une loi d'État », c'est-à-dire pensée hors du cadre constitutionnel autonomique, dans l'idée d'une future Catalogne indépendante.
Le projet de loi prévoit notamment la création d'un impôt sur les émissions des véchicules polluants, dont l'application sera progressive entre 2018 et 2020. Il crée un Fonds climatique, alimenté par les ressources transférées par l'État espagnol et le produit du nouvel impôt, ainsi qu'un Conseil catalan du climat, pour favoriser la participation du public et l'évaluation par des experts. Il prévoit également des mesures de soutien à la rénovation énergétique, ainsi que des mesures de lutte contre la précarité énergétique : il s'agit de faire face aux vagues de chaleur, de froid ou de sécheresse en garantissant aux personnes défavorisées un minimum vital d'eau et d'électricité, à des tarifs sociaux « à prix réduit ou gratuits »,.
L'adoption d'une loi sur le changement climatique fait partie du Plan de gouvernement, adopté en avril 2016 alors que le projet a déjà été déposé au Parlement.

### Adoption par le Parlement
Le projet de loi est débattu par le Parlement de Catalogne le 20 avril 2016, où il ne rencontre aucune opposition des groupes politiques, avant d'être transmis à la commission de l'environnement. Lors de l'examen en commission parlementaire, la Candidature d'unité populaire (CUP) et Catalunya Sí que es Pot (CSQP) déposent respectivement 87 et 150 amendements pour exiger des mesures concrètes de lutte contre le changement climatique, notamment l'application du principe pollueur-payeur par la taxation des activités nuisibles à l'environnement.
La création d'un impôt sur les véhicules polluants fait l'objet de débats dans le cadre de la préparation du budget 2017 de la Généralité, que le gouvernement de Junts pel Sí négocie avec la CUP. L'une des exigences de la CUP est de créer cet impôt dès le budget 2017, afin d'avancer son application à cette année, au lieu de 2018 comme prévu par le projet de loi sur le changement climatique.
Le gouvernement accepte d'inclure l'impôt dans la loi d'accompagnement du budget, mais en maintenant son application progressive à partir de 2018, car son objectif est d'inciter au remplacement des véhicules par d'autres moins polluants. De plus, l'impôt s'appliquera dans un premier temps aux seuls véhicules de tourisme et motocycles, et non aux camions, pour atténuer son impact sur le secteur du transport. Ses recettes sont allouées à un fonds de lutte contre le changement climatique et au fonds du patrimoine culturel. La CUP avait réclamé d'autres mesures de développement de la fiscalité environnementale, pour lesquelles le gouvernement a renvoyé le débat à loi sur le changement climatique en cours de discussion.
L'examen en commission parlementaire du projet de loi sur le changement climatique se poursuit au premier semestre 2017. Les députés examinent 422 amendements, dont beaucoup sont négociés et acceptés par le gouvernement, qui espère adopter définitivement à la loi avant la clôture de la session parlementaire pour les congés d'août 2017. La négociation entre Junts pel Sí et la CUP se poursuit jusqu'en juin. Le gouvernement donne son accord pour la création de deux impôts environnementaux : une taxe carbone sur les émissions liées aux activités économiques, et un impôt sur les émissions d'oxyde d'azote des grands navires. La négociation porte sur leurs modalités d'application, notamment la détermination des contribuables concernés.
Le texte est validé par la commission parlementaire le 19 juillet 2017. Il prévoit la création des deux nouveaux impôts, mais leur entrée en vigueur est prévue en 2019, et d'autres lois devront préciser leurs règles d'application.
La loi sur le changement climatique est adoptée par le Parlement le 27 juillet 2017, à une large majorité de 122 voix « pour » et 11 abstentions. Tous les groupes approuvent le texte, sauf Parti populaire catalan (PPC) qui s'abstient. Le conseiller au territoire et à la durabilité, Josep Rull, déclare que le large consensus politique garantit que la loi sera appliquée par les gouvernements suivants, même en cas d'alternance politique. Il souligne que la Catalogne est le premier pays d'Europe du Sud à se doter d'une loi sur le changement climatique. Seuls quelques pays ont adopté des normes similaires : la France, le Royaume-Uni, la Suède et l'Écosse en Europe, ainsi que d'autres pays du monde comme l'Australie, le Costa Rica, le Guatemala, le Honduras, le Mexique et le Québec. La loi fixe à la Catalogne des objectifs chiffrés de réduction des émissions de gaz à effet de serre, consolide l'impôt sur les véhicules polluants introduit lors du vote du budget, et crée deux nouveaux impôts environnementaux, sur les activités polluantes et sur les grands navires. Elle affecte les recettes des impôts créés à un Fonds de changement climatique. Le PPC s'abstient lors du vote au motif que la loi prévoit la fermeture des centrales nucléaires catalanes pour 2027.

## Contenu

### Objectifs
La loi sur le changement climatique a cinq objectifs principaux :
- réduire les émissions de gaz à effet de serre et favoriser la transition vers une économie basse en carbone ;
- renforcer les stratégies et les plans élaborés au cours des dernières années ;
- promouvoir la coordination des administrations publiques catalanes, et la participation des citoyens, des acteurs sociaux et des agents économiques ;
- devenir un pays à l'avant-garde pour la recherche et l'application des nouvelles technologies, et réduire la dépendance énergétique à l'extérieur ;
- rendre visible le rôle de la Catalogne dans le monde, dans les projets de coopération et la participation dans les instances mondiales de débat sur le changement climatique.

La loi fixe à la Catalogne des objectifs chiffrés de réduction des émissions de gaz à effet de serre : elle s'engage à réduire ses émissions de 40 % en 2030 par rapport à 1990, de 65 % en 2040, et de 100 % en 2050.

### Mécanismes de lutte contre le changement climatique
La loi sur le changement climatique crée les budgets carbone, un mécanisme de planification et de suivi de l'application des objectifs environnementaux dans les politiques sectorielles. Ils consistent à allouer, pour chaque secteur d'activité, un budget d'émissions maximales à ne pas dépasser. Ils seront votés par le Parlement sur proposition du gouvernement, suivant les recommandations d'un Comité d'experts sur le changement climatique, pour une période de cinq ans. Ce mécanisme est inspiré d'un système similaire existant au Royaume-Uni.
La loi prévoit que le gouvernement mette en place un système de mesure de l'empreinte carbone des matériaux de construction et des produits industriels, pour que les consommateurs puissent connaître le volume d'émissions causé par les produits qu'ils achètent.
Elle confie au département du territoire et de la durabilité la responsabilité de conduire les politiques climatiques en Catalogne. Elle renforce également le rôle de la commission interdépartementale du changement climatique, l'organe chargé d'assurer la coordination interministérielle sur ces sujets.
Elle crée le Fonds climatique, un fonds public destiné à financer les politiques de lutte et d'adaptation au changement climatique. Il doit notamment soutenir le développement des énergies renouvelables, l'efficacité énergétique des logements, la mobilité durable, et les économies d'eau. Il est alimenté par les produits de la fiscalité environnementale.
Les dispositions finales de la loi posent le principe d'une garantie d'accès aux ressources de base d'énergie et d'eau. Les autorités publiques sont chargées d'assurer que les personnes défavorisées aient accès à ces ressources dans les périodes de plus grande vulnérabilité, c'est-à-dire pendant les vagues de chaleur ou de froid et les périodes de sécheresse.

### Fiscalité environnementale
La loi développe la fiscalité environnementale pour inciter à des modes de production et de consommation plus respectueux de l'environnement.
D'une part, elle consolide l'impôt sur les véhicules polluants, créé dans la loi d'accompagnement du budget de 2017.
D'autre part, elle crée deux nouveaux impôts environnementaux, sur les activités économiques polluantes et sur les émissions des grands navires. Ces deux nouveaux prélèvements devront cependant être complétés par d'autres textes législatifs pour être pleinement opérationnels. Le gouvernement doit présenter les avant-projets de loi avant le 1er décembre 2017, pour que les deux impôts entrent en vigueur en 2019.
L'impôt sur les activités économiques polluantes taxe principalement les émissions des raffineries de pétrole et de gaz, de l'industrie chimique, des tanneries, des grands abattoirs et installations agricoles, des installations d'élimination des déchets dangereux et des mines. Les émissions seront taxées à hauteur de 10 euros par tonne de dioxyde de carbone, puis le taux augmentera progressivement pour atteindre 30 euros par tonne en 2025.
L'impôt sur les émissions des grands navires a un taux de 1000 euros par tonne d'oxyde d'azote émise par les navires lors de leurs manœuvres et leurs séjours dans les ports.